# Estela García Rodero
Estela García Rodero (Segovia, 13 de septiembre de 1993) es una futbolista española. Juega de portera y su equipo actual es la AD Alcorcón FSF de la Primera División de fútbol sala femenino de España. Fue elegida como mejor portera de fútbol sala del mundo en 2017.

## Trayectoria
Comenzó jugando en el Unami CP de Segovia, y de ahí fichó en el año 2015 por el Atlético de Madrid Navalcarnero, donde consiguió 2 Ligas, 2 Copas de España, 3 Supercopas y 2 Campeonatos de Europa. En la temporada 2019-20 ficha por la AD Alcorcón FSF.

## Estadísticas

### Clubes
Actualizado al último partido jugado el 12 de junio de 2022.
| Club | Div.          | Temporada     | Liga  | Liga  | Liga       | Liga      | Copas nacionales(1) | Copas nacionales(1) | Copas nacionales(1) | Copas nacionales(1) | Torneos internacionales(2) | Torneos internacionales(2) | Torneos internacionales(2) | Torneos internacionales(2) | Total(3) | Total(3) | Total(3)   | Total(3)  |
| Club | Div.          | Temporada     | Part. | Goles | Amonestado | Expulsado | Part.               | Goles               | Amonestado          | Expulsado           | Part.                      | Goles                      | Amonestado                 | Expulsado                  | Part.    | Goles    | Amonestado | Expulsado |
| --- | ------------- | ------------- | ----- | ----- | ---------- | --------- | ------------------- | ------------------- | ------------------- | ------------------- | -------------------------- | -------------------------- | -------------------------- | -------------------------- | -------- | -------- | ---------- | --------- |
| Unami CP · España |               |               |       |       |            |           |                     |                     |                     |                     |                            |                            |                            |                            |          |          |            |           |
| 2.ª |               |               |       |       |            |           |                     |                     |                     |                     |                            |                            |                            |                            |          |          |            |           |
| |               | -             | -     | -     | -          | -         | -                   | -                   | -                   | -                   | -                          | -                          |                            | -                          | -        | -        |            |           |
| Total club | Total club    | -             | -     | -     | -          | -         | -                   | -                   | -                   | -                   | -                          | -                          | -                          | -                          | -        | -        | -          |           |
| Futsi Atlético Navalcarnero · España |               |               |       |       |            |           |                     |                     |                     |                     |                            |                            |                            |                            |          |          |            |           |
| 1.ª |               |               |       |       |            |           |                     |                     |                     |                     |                            |                            |                            |                            |          |          |            |           |
| 2015-16 | 26            | 0             | 0     | 0     | 2          | 0         | 1                   | 0                   | -                   | -                   | -                          | -                          | 28                         | 0                          | 1        | 0        |            |           |
| 2016-17 | 30            | 1             | 0     | 0     | 5          | 0         | 0                   | 0                   | 3                   | 0                   | 1                          | 0                          | 38                         | 1                          | 1        | 0        |            |           |
| 2017-18 | 14            | 0             | 4     | 0     | 3          | 0         | 0                   | 0                   | 1                   | 0                   | 0                          | 0                          | 18                         | 0                          | 4        | 0        |            |           |
| 2018-19 | 16            | 0             | 1     | 0     | 3          | 0         | 0                   | 0                   | 1                   | 0                   | 0                          | 0                          | 19                         | 0                          | 1        | 0        |            |           |
| Total club | Total club    | 86            | 1     | 5     | 0          | 13        | 0                   | 1                   | 0                   | 5                   | 0                          | 1                          | 0                          | 104                        | 1        | 7        | 0          |           |
| AD Alcorcón FSF · España |               |               |       |       |            |           |                     |                     |                     |                     |                            |                            |                            |                            |          |          |            |           |
| 1.ª |               |               |       |       |            |           |                     |                     |                     |                     |                            |                            |                            |                            |          |          |            |           |
| 2019-20 | 17            | 0             | 0     | 0     | 2          | 0         | 0                   | 0                   | -                   | -                   | -                          | -                          | 19                         | 0                          | 0        | 0        |            |           |
| 2020-21 | 18            | 1             | 2     | 0     | 3          | 0         | 0                   | 0                   | -                   | -                   | -                          | -                          | 21                         | 1                          | 2        | 0        |            |           |
| 2021-22 | 21            | 0             | 3     | 0     | 4          | 0         | 0                   | 0                   | -                   | -                   | -                          | -                          | 25                         | 0                          | 3        | 0        |            |           |
| Total club | Total club    | 56            | 1     | 5     | 0          | 9         | 0                   | 0                   | 0                   | -                   | -                          | -                          | -                          | 65                         | 1        | 5        | 0          |           |
| Total carrera | Total carrera | Total carrera | 142   | 2     | 10         | 0         | 22                  | 0                   | 1                   | 0                   | 5                          | 0                          | 1                          | 0                          | 168      | 2        | 12         | 0         |
| (1) Incluye datos de Copa de España / Supercopa de España. (2) Incluye datos de Campeonato de Europa de Clubes y Copa Intercontinental. (3) No incluye datos de partidos amistosos. |               |               |       |       |            |           |                     |                     |                     |                     |                            |                            |                            |                            |          |          |            |           |

## Palmarés y distinciones
- Liga española: 2

2016-17, 2018/19.
- Copa de España: 2

2016, 2018
- Supercopa de España: 3

2016, 2017, 2018
- Campeonato de Europa de Clubes de fútbol sala femenino: 2

2017, 2017-18
- UMBRO Futsal Awards (como mejor portera): 1

2017